# Monga (Côte d'Ivoire)
Pour les articles homonymes, voir Monga (homonymie).
 (septembre 2021).
Si vous disposez d'ouvrages ou d'articles de référence ou si vous connaissez des sites web de qualité traitant du thème abordé ici, merci de compléter l'article en donnant les références utiles à sa vérifiabilité et en les liant à la section « Notes et références ».
Monga est une localité du sud-est de la Côte d'Ivoire située à 2 km de son chef-lieu de département Alépé, dans la région de La Mé. Elle est un chef-lieu de commune,,,. Cette localité est située à environ 2 à 3 km de la commune d'Alépé,,. 

## Habitants
La localité est habitée en grande partie par les autochtones Gwas et quelques Attié. À ceux-là, il faut ajouter les allochtones Baoulés, Abron et aussi des allogènes : burkinabé, ghanéen, togolais. 

## Économie
La majorité des villageois sont agriculteurs. On trouve à Monga par ordre : le palmier à huile, le cacao-café, l'hévéa et beaucoup de manioc qui est l'aliment de base.

## Histoire
Monga de son nom original Odonmonga (Dieu tout puissant en langue gwa) a été fondé par deux chasseurs : Boga Aby et Agré Totochy. En 1984, un conflit foncier éclate entre Monga et ses voisins gwas contre les voisins de l'autre côté de la rive du fleuve Comoé, les Abourés. Ce conflit a atteint son extrême durant les années 1997-2007 avec l'intervention de Simone Gbagbo en faveur de ses parents Abourés, ce qui a provoqué beaucoup de décès. Ce conflit n'est pas encore réglé jusqu'à ce jour.[Information douteuse]

## Cohésion sociale
Le chef de Monga, Agoh Anomon sensibilise la population locale à œuvrer pour préserver la paix et la cohésion sociale durant les échéances électorales municipales et régionales du 02 septembre 2023,.

## Religion
À Monga, il y a une église catholique, une église méthodiste et une église harriste.